# II. Viktor Amadé szárd–piemonti király
II. Viktor Amadé (olaszul: Vittorio Amedeo II, franciául: Victor-Amédée II, ismert ragadványnevén: Savoya rókája, olaszul: la Volpe Savoiarda, franciául: le Renard de Savoie, teljes születési nevén Savoyai Viktor Amadé Ferenc, olaszul: Vittorio Amedeo Francesco di Savoia; 1666. május 14. – 1732. október 31.), a Savoyai-házból származó olasz herceg, II. Károly Emánuel savoyai herceg és Maria Giovanna Battista hercegnő egyetlen gyermeke, aki 1675–től Savoya uralkodó hercege, Piemont fejedelme, Montferrat hercege, Saluzzo márkija, Aosta, Maurienne és Nizza grófja, továbbá II. Viktor Amadé néven 1713 és 1720 között Szicília királya, majd 1720-tól a Szárd–Piemonti Királyság első uralkodója.

## Élete

### Származása
Savoyai Viktor Amadé herceg 1666-ban született Torinóban, a Savoyai Hercegség fővárosában. Édesapja II. Károly Emánuel savoyai herceg (1634–1675) volt, Savoya és Piemont uralkodó hercege, I. Viktor Amadé savoyai herceg és Krisztina Mária francia királyi hercegnő fia, IV. Henrik francia király unokája.
Édesanyja a herceg második felesége, a Savoyai-ház nemours-i mellékágából származó Marie Jeanne Baptiste de Savoie-Nemours hercegnő (1644–1724) volt, Savoyai Károly Amadé hercegnek, Nemours 6. hercegének (Charles-Amédé de Savoie-Nemours, 1624–1652) és Élisabeth de Bourbon–Vendôme francia hercegnőnek leánya, balkézről IV. Henrik francia király dédunokája.
Anyja, Marie Jeanne hercegnő 1662–1665 között Lotaringiai Károly hercegnek, a későbbi császári törökverő hadvezérnek eljegyzett menyasszonya volt, de jegyességét 1665-ben XIV. Lajos francia király követelésére fel kellett bontania, ezt követően a hercegnő még ugyanabban az évben Torinóban feleségül ment unokafivéréhez, Savoya uralkodó hercegéhez, az előző évben (1664-ben) megözvegyült II. Károly Emánuelhez.
Viktor Amadé volt szüleinek egyetlen fia. Apjának emellett számos törvénytelen gyermeke is született.

### Ifjúkora
Apja halála (1675) után a 9 éves Viktor Amadé lett Savoya és Piemont uralkodó hercege, de nagykorúságáig (1684-ig) anyja, Marie Jeanne (Mária Johanna) nemours-i hercegnő régensként kormányozta a hercegségeket. Savoya és Franciaország között a pireneusi békeszerződés megkötése (1659) óta nem volt háború, de Marie Jeanne francia hercegnő kormányzása idején a Savoyai Hercegség igen szoros politikai és gazdasági szálakkal kötődött XIV. Lajos Franciaországához, az ország gyakorlatilag francia csatlóssá vált annak ellenére, hogy hivatalosan a Német-római Birodalomhoz tartozott.
Savoya és Piemont hercegeként II. Viktor Amadé herceg kezdetben anyjának franciabarát politikáját folytatta. A francia nagyhatalom hadserege azonban átvonulási útvonalnak használta országát a Habsburg Birodalom kezén lévő Milánói Hercegség felé. A beszállásolás és rekvirálás okozta károk láttán Viktor Amadé elhatározta, hogy függetleníti országát Franciaországtól. Anyjának befolyása miatt tervét sokáig teljes titokban, nagy türelemmel készítette elő, várva a kedvező politikai lehetőségre.
Közben több belső államigazgatási reformot hajtott végre. 1696-ban francia mintára intendánsi rendszert állított fel, amely az adók beszedését és a törvényes közrend betartását végezte. 1697-ben elrendelte a földek teljes körű felmérését, a Perequazione-t, és felülvizsgáltatta az egyházi és a nemesi birtoktulajdonosok kiváltságait. Ez a munka 1711-ig tartott.

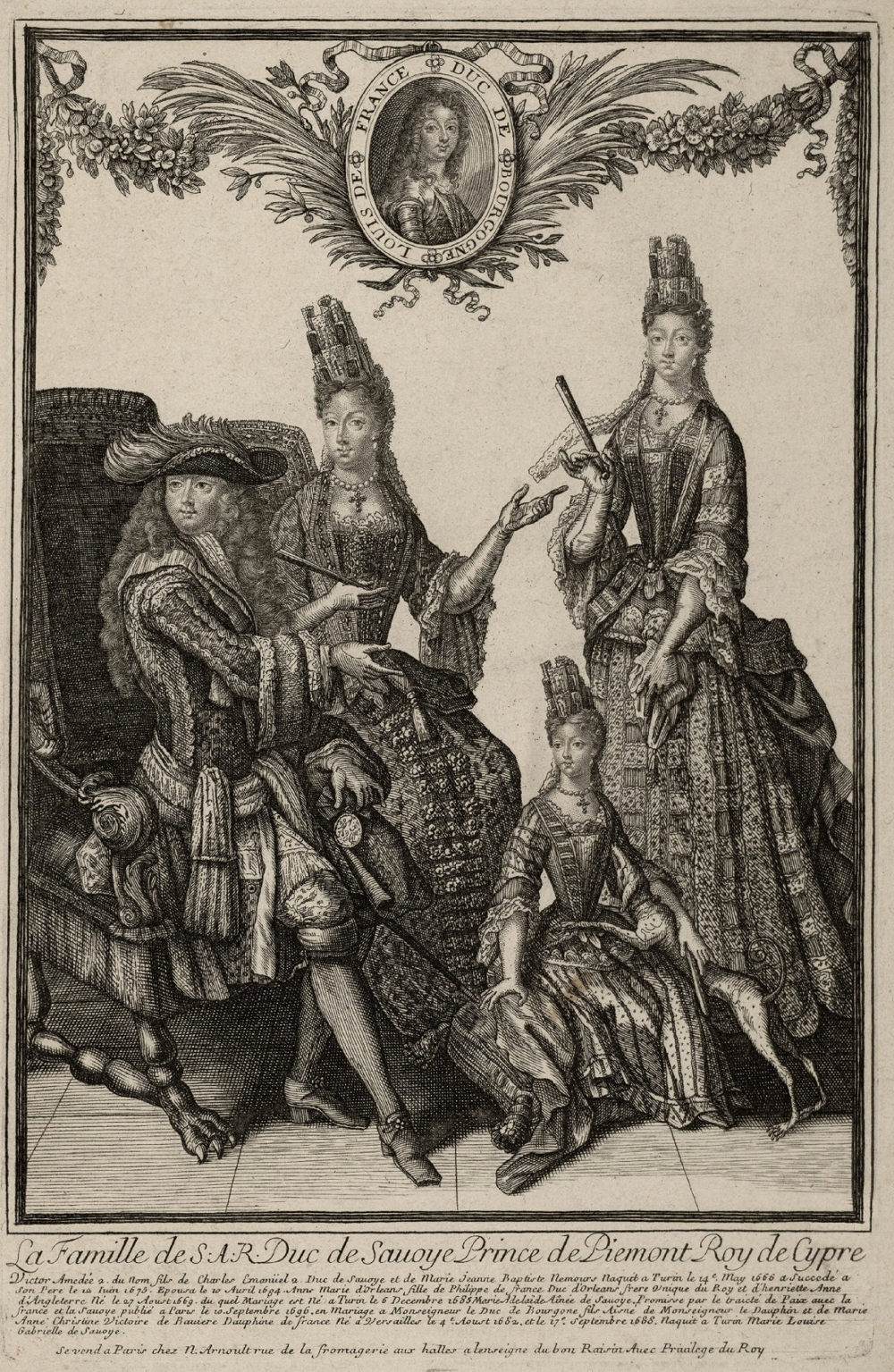
A savoyai hercegi család 1697-ben (korabeli metszet).

### Első házassága, viszonya, utódai
Nagykorúvá válása után – a francia király barátságának fenntartása érdekében – Viktor Amadé herceg 1684. május 6-án Chambéryben feleségül vette Anna Mária orléans-i hercegnőt (1666–1728), XIV. Lajos unokahúgát, Fülöp orléans-i hercegnek (1640–1701), és Stuart Henrietta Anna angol királyi hercegnőnek (Henrietta Anne Stuart 1644–1670) leányát. Gyermekeik:
1. Mária Adelheid hercegnő (1685–1712), aki 1697-ben Lajos francia királyi herceghez (1682–1712), Burgundia hercegéhez, a francia trónörököshöz ment feleségül. Az ő fia lett XV. Lajos francia király.
2. Mária Anna (1687–1690), kisgyermekként meghalt.
3. Mária Lujza Gabriella hercegnő (1688–1714), aki 1701-ben V. Fülöp spanyol király (1683–1746) első felesége lett.
4. Viktor Amadé herceg (1699–1715), Piemont hercege, serdülőként meghalt.
5. Károly Emánuel herceg (1701–1773), aki 1730-ban örökölte apja trónját, és III. Károly Emánuel néven Savoya és Piemont uralkodó hercege, és szárd–piemonti király lett.
6. Emánuel Filibert (*/† 1705), Chablais hercege, születésekor meghalt.

II. Viktor Amadé herceg azonban első felesége mellett évtizedes viszonyt tartott fenn a nála sokkal fiatalabb, férjezett Jeanne-Baptiste d’Albert de Luynes hercegnővel (1670–1736), Louis Charles d’Albert-nek, Luynes hercegének és Anne de Rohan-Montbazon hercegnőnek leányával, aki Joseph Scagliának († 1704), Verua grófjának felesége volt. Viszonyukból két gyermek született, akiket apjuk 1701. május 14-én törvényesített és hercegi rangra emelt, annak ellenére, hogy anyjuk 1700 végén kalandos utakon Franciaországba szökött:
- Maria Anna Francesca Vittoria di Savoia (1690–1766), Susa márkinője, aki 1714-ben unokafivéréhez, Savoya-Carignanói Viktor Amadéhoz (1690–1741), Carignano 3. hercegéhez ment feleségül.
- Vittorio Francesco di Savoia (1694–1762), Susa márkija.

### A protestánsüldöző
1685-ben XIV. Lajos visszavonta a nagyapja, IV. Henrik által kiadott türelmi rendeletet, a nantes-i ediktumot. Franciaországban megkezdődött a hugenották üldözése. XIV. Lajos király követésére Viktor Amadé herceg elrendelte a piemonti és savoyai protestánsok (a vaudois-k) üldözését, sőt a Savoyán át Svájc felé menekülő francia protestánsok elfogását és kiadatását is. Igen sok menekülőt szolgáltattak ki a francia katonai hatóságoknak. Egy nagyobb csoportot, mintegy 50 embert, akik az Oisans vidékén át igyekeztek Svájc felé, 1686. április 22-én a Maurienne-völgyben elfogtak, és kiszolgáltatták őket a Savoyában állomásozó francia csapatoknak. Anglia és Németalföld, akiket a herceg szövetségesül kívánt megnyerni, feltételéül szabták az üldözés megszüntetését. A pfalzi örökösödési háborúra készülve Viktor Amadé herceg 1688-ban leállította az üldözést, 1694-ben pedig saját türelmi rendeletet adott ki. 1689-től hugenotta menekülők ezrei jutottak át Svájcba.

### A pfalzi örökösödési háborúban
Viktor Amadé több háborúban növelte sayovai és piemonti birtokait. 1680–1699 között felszámolta a piemonti Moncalieri grófság különállását és beolvasztotta hercegségébe. Lazította függőségét nagy szomszédjával, a Savoya birtoklására törő Francia Királysággal. Titokban katonai szövetségre lépett XIV. Lajos ellenségeivel, és 1688-ban Savoya a Habsburg Birodalom által szervezett augsburgi liga oldalán lépett be a pfalzi örökösödési háborúba (más néven „kilencéves háborúba”). XIV. Lajos a torinói és a verruai erőd átadását követelte Viktor Amadétól, de ő megtagadta ezt. Válaszul a francia király hadat üzent, 1690. augusztus 18-án a staffardai csatában a savoyai hadsereg vereséget szenvedett, a francia hadsereg megszállta Savoyát és Piemont nagy részét.
1691-ben a hercegi csapatok sikeresen visszaverték a Cuneót ostromló Catinat marsall csapatait, 1692-ben Viktor Amadé herceg (Caprara császári tábornagy csapatainak támogatásával) elfoglalta a francia Dauphiné tartományt, de a Milánó felé vonuló franciák végigpusztították az Aosta-völgyet (Val d’Aosta). 1693. október 4-én az augsburgi liga csapatai a La Marsaglia-i csatában vereséget szenvedtek a franciáktól, akik elfoglalták Piemont egész területét. A hercegi család Vercellibe menekült, és fegyverszünetet kötött XIV. Lajossal.
A háború pusztításai 1696-ig tartottak, ekkor a vigevanói fegyverszüneti szerződés, majd a torinói különbéke révén II. Viktor Amadé herceg visszakapta birtokait. Hét évnyi békés időszak következett, ez alatt Viktor Amadé gazdasági és katonai reformokat hajtott végre. Az intendánsi rendszer igyekezett a francia megszálló katonaság beszállásolását és élelmezését megszabott korlátok között tartani, és a lakosság kárpótlásáról gondoskodni. A herceg már 1696-tól válogatott katonai alakulatokat állított fel saját birtokain, készülve a következő összeütközésre Franciaországgal.

### A spanyol örökösödési háborúban
1703-ban kitört a spanyol örökösödési háború. Földrajzi helyzeténél fogva a Savoyai Hercegség értékes és kívánatos szövetséges volt Franciaország ellenségei számára minden háborúban, mivel területén keresztül második frontot tudtak nyitni délkelet felől. II. Viktor Amadé az 1703-as torinói szerződésben csatlakozott a franciaellenes szövetséghez. Savoya a Habsburg Birodalom, Hollandia és Anglia oldalán lépett be a háborúba. Hadseregének ellátására igen jelentős pénzbeli támogatást kapott szövetségeseitől. A spanyol örökösödési háború folyamán ez a támogatás elérte Savoya nemzeti jövedelmének felét.
II. Viktor Amadé herceg pálfordulása feldühítette XIV. Lajos királyt. Levele, amelyet 1703 szeptemberében, a spanyol örökösödési háború küszöbén írt, jól tükrözi a herceg erkölcstelen nőügyei miatt amúgy is elmérgesedett viszonyukat: „Uram, miután köztünk sem vallás, sem becsület, sem érdek, sem szövetségi hűség, sem az Ön saját aláírása immár semmit sem számít, így hát hadseregem élén küldöm Önhöz unokafivéremet, Vendôme hercegét , hogy elmagyarázza Önnek szándékaimat. Mindössze 24 órát fog hagyni Önnek, hogy meghozza döntését.”
Savoya és Piemont lakossága lelkesen üdvözölte a hadba lépést, de a szövetségesek által nyújtott bőséges pénzjuttatások ellenére a hercegség csapatai mindenütt alulmaradtak Vendôme hercegével szemben. A francia királyi haderő benyomult az országba, Cassano d’Adda városánál vereséget mért a hercegi hadakra, és gyors ütemben elfoglalta Aostát, Ivreát, Suzát és Vercellit. 1703-ban Tessé marsall ostrom alá vette Montmélian erődjét. Két évnyi (!) ostrom után az alpesi erődöt elfoglalták és lerombolták. 1706-ban a franciák ostrom alá fogták Torinót is. A végveszélybe jutott fővárost csak a Savoyai Jenő herceg tábornagy parancsnoksága alatt odaérkező német-római császári hadsereg tudta felmenteni. A harcok során II. Viktor Amadé és Savoyai Jenő herceg fogadalmat tettek, hogy a város sikeres megmenekülése esetén Szűz Mária tiszteletére templomot emelnek a város melletti Superga dombon. A háború után, 1717-ben Viktor Amadé (már Szicília királyaként) megbízta Filippo Juvarra szicíliai műépítészt egy nagy torinói fogadalmi templom (a mai Superga bazilika) tervezésével és felépítésével.

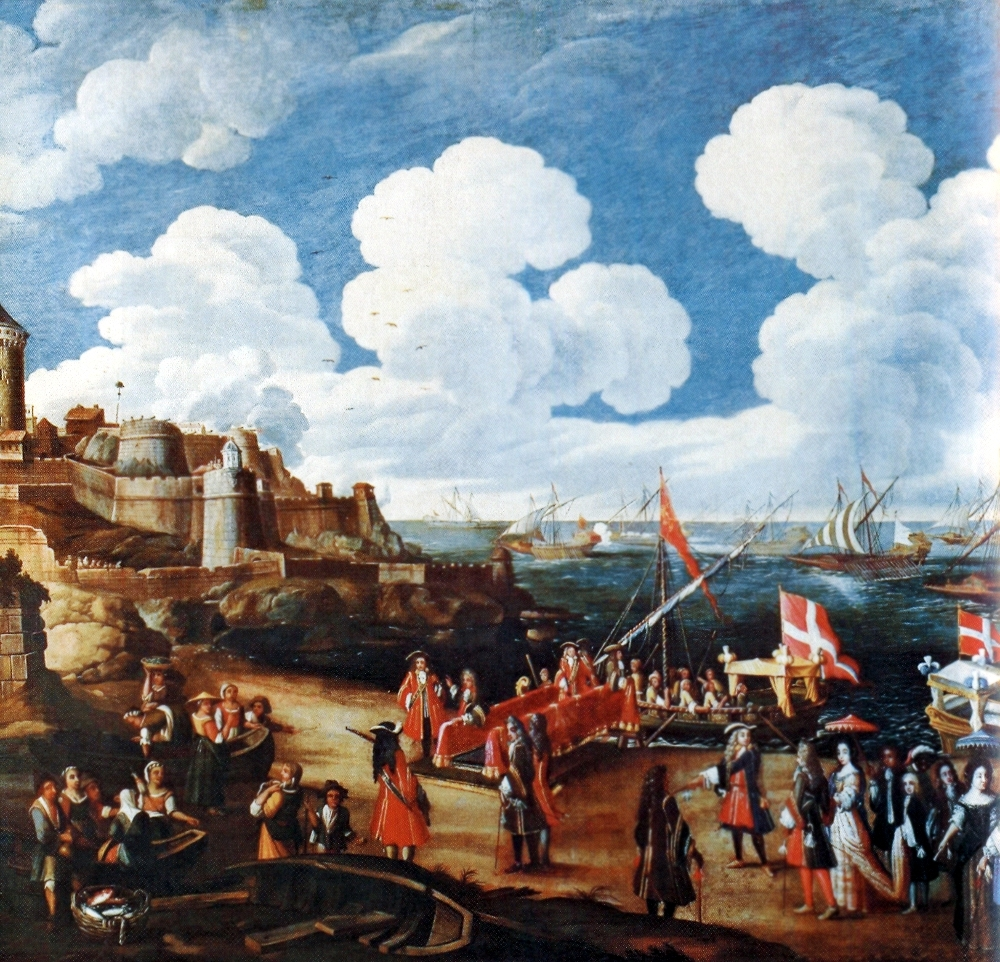
Viktor Amadé herceg Nizzából Palermóba indul, a szicíliai királyi koronázásra (1713)

### Szicília királya
A 1713-ban a háborút lezáró utrechti békeszerződésben a szövetségesek, Savoya háborús erőfeszítéseinek jutalmául a Savoyai-ház birtokába adták Szicíliát. II. Viktor Amadé herceget elismerték Szicília királyának. Savoya ezenfelül megszerezte Lombardia egy részét is. Az új uralkodó, Anglia védnöksége alatt 1714 után teljesen átszervezte és korszerűsítette országainak haderejét, szigorú katonai szervezeti szabályzatot dolgoztatott ki számukra. A kereskedelmet veszélyeztető kalózkodás ellen belefogott egy önálló haditengerészet fejlesztésébe is, az utrechti egyezmény által Szicíliának meghagyott kicsiny tengeri haderőből kiindulva.
Savoya és Piemont hercegeként Viktor Amadé herceg 1717-ben megreformálta a torinói hercegi kancelláriarendszert, és önálló kancelláriákat szervezett a hadügy, a belügy és a külügy irányítására. Az 1670-es évektől kezdve önálló kormányzati negyedet épített ki a torinói hercegi palota környezetében. Ebbe a zónába költöztették a savoya–piemonti katonai akadémiát, a hadügyminisztériumot, és a fővámházat. A nagyszabású építkezések Viktor Amadé halála után is folytatódtak.

### Szardínia királya
1718-ban azonban veje, V. Fülöp spanyol király felmondta az utrechti békeszerződést, megtámadta és elfoglalta Szicíliát.
II. Viktor Amadé, Savoya hercegeként csatlakozott a Nagy-Britannia, Franciaország és Németalföld Egyesült Tartományainak szövetségéhez. Az 1718-ban megalakult négyes szövetség (Quadruple-Alliance) háborút indított Spanyolország ellen (1718–1720), amelyben Spanyolország vereséget szenvedett, ennek ellenére 1720. február 17-én, a hágai békeszerződésben Ausztria arra kényszerítette Savoya hercegét, hogy lemondjon a stratégiai fontosságú Szicíliáról a Habsburg Birodalom javára.
Kárpótlásul VI. Károly császár, formálisan a Savoyai Hercegség hűbérura, átadta a Savoyai-háznak a kisebb jelentőségű Szardínia szigetét, amelyet még az utrechti békeszerződés juttatott a Habsburg Birodalomnak). 1720-ban II. Viktor Amadé herceget elismerték a Szárd Királyság (Regnum Sardiniae) első uralkodójának. (Az új állam elterjedten használatos neve Szárd–Piemonti Királyság lett, mivel fővárosa a piemonti Torinóba került, a szardíniai Cagliariban csak egy alkirály székelt).

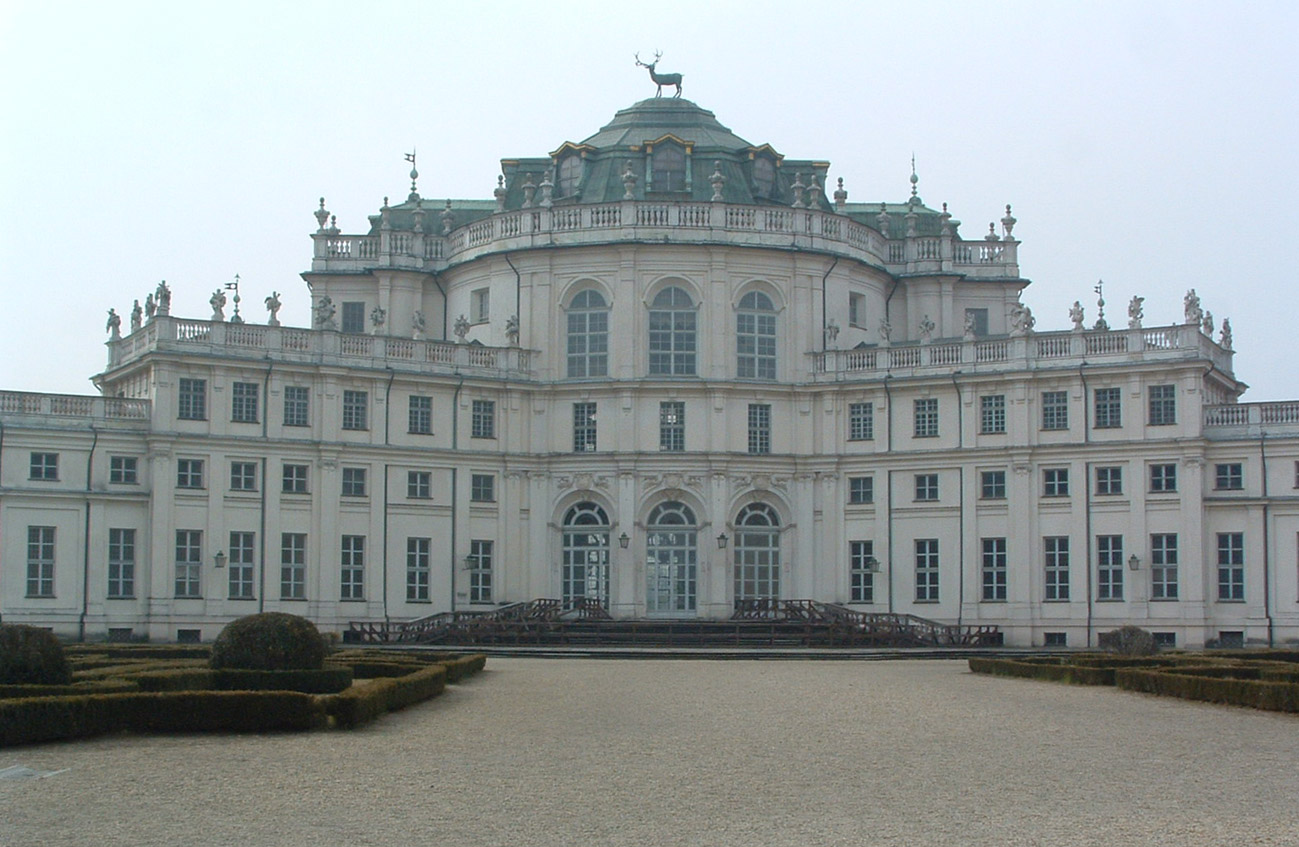
A Stupinigi vadászkastély Torinóban (1729).

II. Viktor Amadé király az ország valamennyi tartományában megkezdte a közigazgatási reformokat, a felvilágosult abszolutizmus szellemében. Francia mintára szervezte meg az intendatúrákat (minisztériumokat), a főintendánsnak, aki mindig piemonti illetőségű személy volt, teljes felhatalmazást adott a pénzügy, a vámok, a közmunkák és a rendőri ügyekben. 1728-ban egész királyságában elrendelte a teljes körű birtokfelmérést, hogy egységes birtokadót vethessen ki. Az évtizedes munka eredménye, a „Kataszter” („Cadastre”) 1738-ban készült el, már a király halála után. 1729-ben felállította a Reformbizottságot (Magistrat de la Réforme), amelynek kezébe adta az oktatás irányítását, visszaszorítva a szerzetesrendek kiváltságait.
1720–21-ben felavatta a Torinói Egyetem új épületeit az épülő kormányzati központ közelében. Ugyanebben az évben indította el a felsőoktatás radikális megújítását, a közigazgatás és közoktatás általános reformjának keretében. Az abszolutista szellemű király az egyetemet az Állam szigorú ellenőrzése alá helyzete. Feladatául a korszerű ismeretekkel bíró, de az uralkodó osztályhoz hű értelmiségiek és hivatalnokok képzését szabta, akikre támaszkodva az véghez viheti az ország modernizálását. A király olasz nyelvi retorikai tanszéket (Eloquenza Italiana) alapított, hogy megtörje a Hercegségben alapvetően latin nyelvű kulturát. A háttérbe szorított Savoya lakosságának felzárkóztatására Viktor Amadé megalapította a Chambéry Egyetemet (Collège de Chambéry) is, ahol 14 tanszék szerveződött a teológia, a seborvoslás (chirurgia), a kánonjog és a polgári jog oktatására. A kormány azonban gondoskodott arról, hogy a hallgatók csak Torinóban fejezhessék be tanulmányaikat.

### Rangon aluli házasság, lemondás, börtön
II. Viktor Amadé már szárd–piemonti királyként 1728-ban megözvegyült. 1729-ben újra megnősült, ezúttal rangon aluli (morganatikus) házasságot kötött. Augusztus 2-án Torinóban feleségül vette Anna-Teresa Canelli di Cumiana grófnőt (1679–1769), Novarina de San Sebastiano gróf özvegyét, Francesco Maurizio Signore di Cumiana gróf és Monica Francesca San Martino d’Aglié dei Marchesi di San Germano grófnő leányát. Az asszonyt 1731-ben Spigno-Monferrato márkinővé emelte. A házasság gyermektelen maradt.

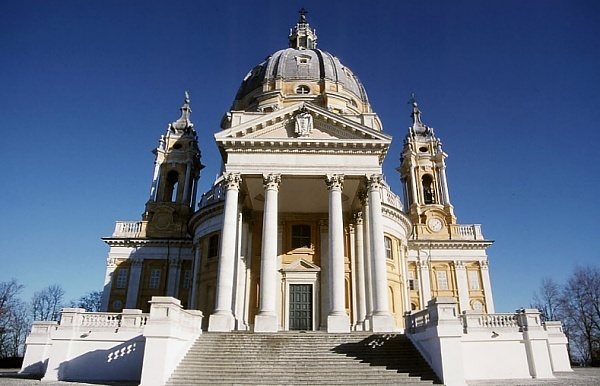
A torinói Superga bazilika

1730-ban II. Viktor Amadé új feleségével együtt Chambérybe, a savoyai hercegi székvárosba vonult vissza. A szárd királyi trónról lemondott egyetlen fiának, Károly Emánuelnek javára, aki III. Károly Emánuel néven Szardínia és Piemont második királya lett. (Viktor Emánuel azonban megtartotta Savoya uralkodó hercegének címét). A rákövetkező évben, mivel elégedetlen volt fia uralkodásával, megkísérelte visszaszerezni hatalmát. Kudarcot vallott, fia letartóztatta és a piemonti Rivoli várába záratta, ahol teljes elszigeteltségben élt, és csak röviddel halála előtt engedték vissza Moncalieri (franciául: Montiscalier) királyi kastélyába, ahol 1732. október 31-én elhunyt. Fia ekkor III. Károly Emánuel néven Savoya uralkodó hercege (is) lett.
II. Viktor Amadé királyt Torinóban, az általa építtetett Superga bazilikában (Basilica di Superga) temették el, amely ekkor még nem készült el teljesen. Fia, III. Károly Emánuel király avatta fel november 5-én, apja temetésének alkalmából. A bazilika lett a szárd–piemonti királyok nyughelye (az egyetlen Károly Félix kivételével, aki a savoyai Hautecombe apátságban nyugszik).

## Játékfilm
- A király ágyasa (La putain du roi), 1990-es francia film, rendező: Axel Corti. Főszereplők: Timothy Dalton (Viktor Amadé király), Valeria Golino (Jeanne de Luynes).

| Előző uralkodó: Bourbon IV. Fülöp | Szicíliai uralkodó 1713 – 1720 | Következő uralkodó: Habsburg VII. Károly |

| Előző uralkodó: – | Szárd–piemonti király 1720 – 1730 Savoyai-ház | Következő uralkodó: III. Károly Emánuel |

| Előző uralkodó: II. Károly Emánuel herceg | Savoya uralkodó hercege 1675 – 1732 Savoyai-ház | Következő uralkodó: III. Károly Emánuel herceg |